# Bernd Nathmann
Bernd Nathmann (* 14. Juli 1957) ist ein ehemaliger deutscher Fußballspieler.

## Karriere
1975 wechselte Bernd Nathmann von Olympia Lampertheim zu Kickers Offenbach. Bereits in der ersten Saison stand der 18-jährige im Bundesliga-Kader der Offenbacher, kam aber noch zu keinem Einsatz. Nach dem darauffolgenden Abstieg in die 2. Bundesliga kam Nathmann zu seinen ersten Einsätzen. Bis zu seinem Wechsel zu Wormatia Worms 1979 blieb er meist „Joker“ und konnte sich keinen Stammplatz erkämpfen. Dies änderte sich in Worms, wo er zu einer festen Größe und Torjäger wurde. Nach dem Abstieg der Wormatia in die Oberliga Südwest 1982 hielt er dem Verein zunächst die Treue. Der Wiederaufstieg gelang nicht, Nathmann ging zum VfR Bürstadt in die Oberliga Hessen. Mit Bürstadt gewann er 1984 die Meisterschaft und stieg mit seinem Verein in die zweite Liga auf. Nathmann wechselte allerdings nach einer Saison beim VfR zum SV Sandhausen (Oberliga Baden-Württemberg). Mit dem SVS wurde er ebenfalls im ersten Jahr Oberliga-Meister, in der Aufstiegsrunde zur 2. Bundesliga war man allerdings nicht erfolgreich. Im zweiten Jahr mit Nathmann erreichte der SV Sandhausen den vierten Tabellenplatz, Bernd Nathmann war mit 17 Toren viertbester Torschütze der Oberligasaison. 1986 kehrte er zu Wormatia Worms zurück, 1988 schloss er sich dem FV Biblis an.

### Statistik
| Liga             | Spiele (Tore) |
| ---------------- | ------------- |
| 2. Bundesliga    | 135 (37)      |
| Oberliga Südwest | 081 (20)      |
| Wettbewerb       |               |
| DFB-Pokal        | 009 0(3)      |

Einsatzdaten von den anderen Oberligen liegen bislang nicht vor.